# Saturday Night Glee-ver
Saturday Night Glee-ver es el decimosexto episodio de la tercera temporada de la serie de televisión Glee.

## Sinopsis
Luego de que los estudiantes Mercedes (Amber Riley), Santana (Naya Rivera) y Finn (Cory Monteith) no estén seguros de qué hacer con su futuro, el director del Club Glee Will Schuester (Matthew Morrison) y Sue Sylvester (Jane Lynch) trata de motivarlos a través de la película de los años 70 Saturday Night Fever.Aunque a la mayoría de Nuevas Direcciones no le gusta la música disco están estusiasmado con la idea de Sue.
Wade Adams (Alex Newell) es un estudiante transformista y el nuevo líder del coro rival Vocal Adrenaline. Además es fan de Mercedes y Kurt (Chris Colfer) y les pide su consejo acerca del transformismo en el escenario. En un principio le dicen que no lo haga, pero más tarde Sue los convence para decirle que siga adelante y así lograra que Adrenalina Vocal pierda su competencia Regional y no pueda competir contra ellos en los nacionales. Mercedes y Kurt después se arrepienten de este cambio, y van a la competencia para renovar su consejo original, pero son detenidos por el director de Vocal Adrenaline, Jesse St. James (Jonathan Groff). Una vez que Jesse se da cuenta de que Wade está en el escenario en ropa femenina, trata de decirle que baje del escenario, pero Wade ha demostrado ser un éxito.
Mercedes canta "Disco Inferno", y revela que ella quiere ser una estrella, aunque ella no sabe cómo conseguir un contrato discográfico y se siente temerosa acerca de mudarse a California por su cuenta. Su exnovio Sam (Chord Overstreet) más tarde le muestra un vídeo de Youtube que publicó su interpretación la cual recibido una respuesta muy entusiasta. Él le dice que cree en ella y en su talento.
Después de realizar "If I Can't Have You", Santana revela que ella no está interesada en asistir a la universidad, pero quiere ser famosa por cualquier medio necesario. Esto lleva a su novia Brittany (Heather Morris) a publicar un vídeo sexual de ambas, y así lograr que Santana sea famosa. Sue la llama a su oficina y le dice lo decepcionada que está por el vídeo, ya que siente que a diferencia de muchas de las famosas, ella tiene un talento genuino. Sue le da a Santana una carta de uno de los mejores programas de la universidad de porristas en el país, que le ofrece una beca completa, y revela que fue idea de Brittany. Santana le dice a Brittany lo mucho que la ama y que nadie se había preocupado por su futuro tanto como ella lo hizo.
Puck (Mark Salling) ha estado animando a Finn para ir a Los Ángeles con él como su socio en el negocio de la limpieza de piscinas, pero Finn decide que se va con Rachel a Nueva York como estaba previsto. Aunque Puck se siente decepcionado, él le hace prometer a Finn que tendrán éxito en lo que haga con su vida.
Rachel (Lea Michele) y Finn se reconcilian después de su discusión reciente y Rachel intenta ayudar a Finn encontrar un sueño. Aunque Rachel, Will y la consejera Emma Pillsbury (Jayma Mays) sugieren un número de universidades,a Finn arroja los folletos a la basura. Cuando Will lo enfrenta por esto, él le explica que siente que no está calificado para ninguna cosa. Will le da a Finn fuerzas para ver Fiebre del sábado por la noche, lo cual resulta ser fuente de inspiración: Finn canta "More Than a Woman" a Rachel, y le dice que quiere ser actor y ha decidido inscribir en el Actors Studio de Nueva York.

## Recepción

### Audiencia
"Saturday Night Glee-ver" se emitió el 17 de abril de 2012 en los Estados Unidos por Fox. Recibió una calificación 2.4/7 en el grupo demográfico 18-49, y atrajo a 6.23 millones de espectadores estadounidenses durante su emisión inicial, una calificación baja de todos los tiempos para el programa en ese grupo demográfico y una disminución en la audiencia de casi 8% de la calificación 2.7/8 y atrajo a 6.76 millones de espectadores del episodio anterior, "Big Brother", que se transmitió el 10 de abril de 2012. La audiencia también cayó en Canadá, donde 1,54 millones de espectadores vieron el episodio el mismo día de su estreno en Estados Unidos. Fue el duodécimo programa más visto de la semana, en dos lugares y casi el 14% de los 1.79 millones de espectadores que vieron "Big Brother" la semana anterior.
En el Reino Unido, "Saturday Night Glee-ver" se emitió por primera vez el 19 de abril de 2012, y fue visto en Sky 1 por 827,000 espectadores. A diferencia de otros países, la audiencia aumentó significativamente en lugar de disminuir, en casi un 9% sobre "Gran Hermano", que atrajo a 759,000 espectadores cuando se emitió la semana anterior. En Australia, "Saturday Night Glee-ver" se transmitió el 19 de abril de 2012. Fue visto por 568,000 espectadores, una caída de más del 13% de los 655,000 espectadores de "Big Brother" el 12 de abril de 2012. Esto convirtió a Glee en el decimosexto programa más visto de la noche, por debajo del duodécimo la semana anterior.

### Recepción en las listas
Ocho canciones del episodio, todas originalmente de Saturday Night Fever, se han lanzado como sencillos disponibles para descarga digital. Estas canciones incluyen cinco de los Bee Gees: "Night Fever", "Stayin 'Alive", "You Should Be Dancing", "More Than a Woman" y "How Deep Is Your Love". Los otros tres son "Disco Inferno" de The Trammps, "If I Can't Have You" de Yvonne Elliman y KC y "Boogie Shoes" de Sunshine Band. Ninguna de las canciones figuraba en el Billboard Hot 100 o el Billboard Canadian Hot 100.